# Susan Cunliffe-Lister
Susan Lilian Primrose Cunliffe-Lister, condesa viuda de Swinton, baronesa Masham de Ilton, DL, DSG (nombre de nacimiento Sinclair) (14 de abril de 1935-12 de marzo de 2023)  fue una política, nadadora, tenista de mesa y medallista paralímpica británica.

## Biografía
Hija de Reba Blair Inglis y el Mayor Sir Ronald Sinclair, VIII Baronet; fue educada en la Escuela Heathfield y en la Universidad de Westminster en Londres. 
En 1959 se casó con Lord Masham (1937–2006), quien se convirtió en conde de Swinton en 1972. Por este matrimonio, obtuvo derecho a los títulos de Lady Masham, y más tarde Condesa de Swinton. En 1970 fue nombrada par vitalicia, como la baronesa Masham de Ilton, de Masham en el North Riding del condado de York. Ambos son una de las pocas parejas que tienen títulos por derecho propio. 
Lord y Lady Swinton adoptaron dos hijos. Su esposo falleció en 2006.
Es una católica conversa prominente y mecenas del Instituto de Teología Margaret Beaufort.

## Campaña de discapacidad
Quedó discapacitada en un accidente de equitación en 1958, y posteriormente se convirtió en defensora de las causas relacionadas con la discapacidad. Fue el tema de This Is Your Life en febrero de 1976 cuando fue sorprendida por Eamonn Andrews en el vestíbulo del hotel De Vere en Kensington, Londres.
Fue miembro activo de la Cámara de los Lores, donde era conocida como la baronesa Masham de Ilton, un título que poseía por derecho propio. Tenía un interés particular en temas relacionados con la discapacidad, la salud y la reforma penal. Continuó dirigiendo, hasta su fallecimiento, el Centro de Equitación Masham en Masham, Yorkshire del Norte. En 2011, el Royal College of Nursing le otorgó una beca de honor.  
Apoyó durante mucho tiempo la organización benéfica Disability Action Yorkshire, convirtiéndose en Patrona en 2011.
Fue la fundadora de la Asociación de Lesiones Espinales, de la cual era Presidenta.
Compitió en varios Juegos Paralímpicos, ganando medallas por tenis de mesa en 1960, 1964 y 1968. Fue vicepresidenta del Snowdon Trust, fundado por el conde de Snowdon, que proporciona becas y subsidios para estudiantes con discapacidades.